# Torneo de Montpellier 2018
El Open Sud de France 2018 fue un torneo de tenis que perteneció a la ATP en la categoría de ATP World Tour 250. Fue la 31.ª edición del torneo y se disputó del 5 al 11 de febrero de 2018 sobre cancha dura cubierta en el Park&Suites Arena en Montpellier (Francia).

## Distribución de puntos
| Modalidad            | Campeón | Finalista | Semifinales | Cuartos de final | 2ª ronda | 1ª ronda | Clasificados | 2ª ronda de clasificación | 1ª ronda de clasificación |
| Individual masculino | 250     | 165       | 100         | 50               | 25       | 0        | 13           | 7                         | 0                         |
| Dobles masculino     | 250     | 150       | 90          | 45               | 20       | 0        | -            | -                         | -                         |

## Cabezas de serie

### Individuales masculino
| Tenista            | Ranking | Preclasificado |
| David Goffin       | 7       | 1              |
| Lucas Pouille      | 17      | 2              |
| Jo-Wilfried Tsonga | 19      | 3              |
| Damir Džumhur      | 30      | 4              |
| Richard Gasquet    | 33      | 5              |
| Andréi Rubliov     | 35      | 6              |
| David Ferrer       | 39      | 7              |
| Yuichi Sugita      | 41      | 8              |

- Ranking del 29 de enero de 2018.[2]

### Dobles masculino
| Tenista                        | Ranking | Preclasificado |
| Ivan Dodig Rajeev Ram          | 30      | 1              |
| Marcus Daniell Dominic Inglot  | 80      | 2              |
| Roman Jebavý Andrei Vasilevski | 107     | 3              |
| Ben McLachlan Hugo Nys         | 112     | 4              |

## Campeones

### Individual masculino
Lucas Pouille venció a  Richard Gasquet por 7-6(7-2), 6-4

### Dobles masculino
Ken Skupski /  Neal Skupski vencieron a  Ben McLachlan /  Hugo Nys por 7-6(7-2), 6-4